# 拉瓦列 (科連特斯省)
29°11′S 56°39′W / 29.183°S 56.650°W

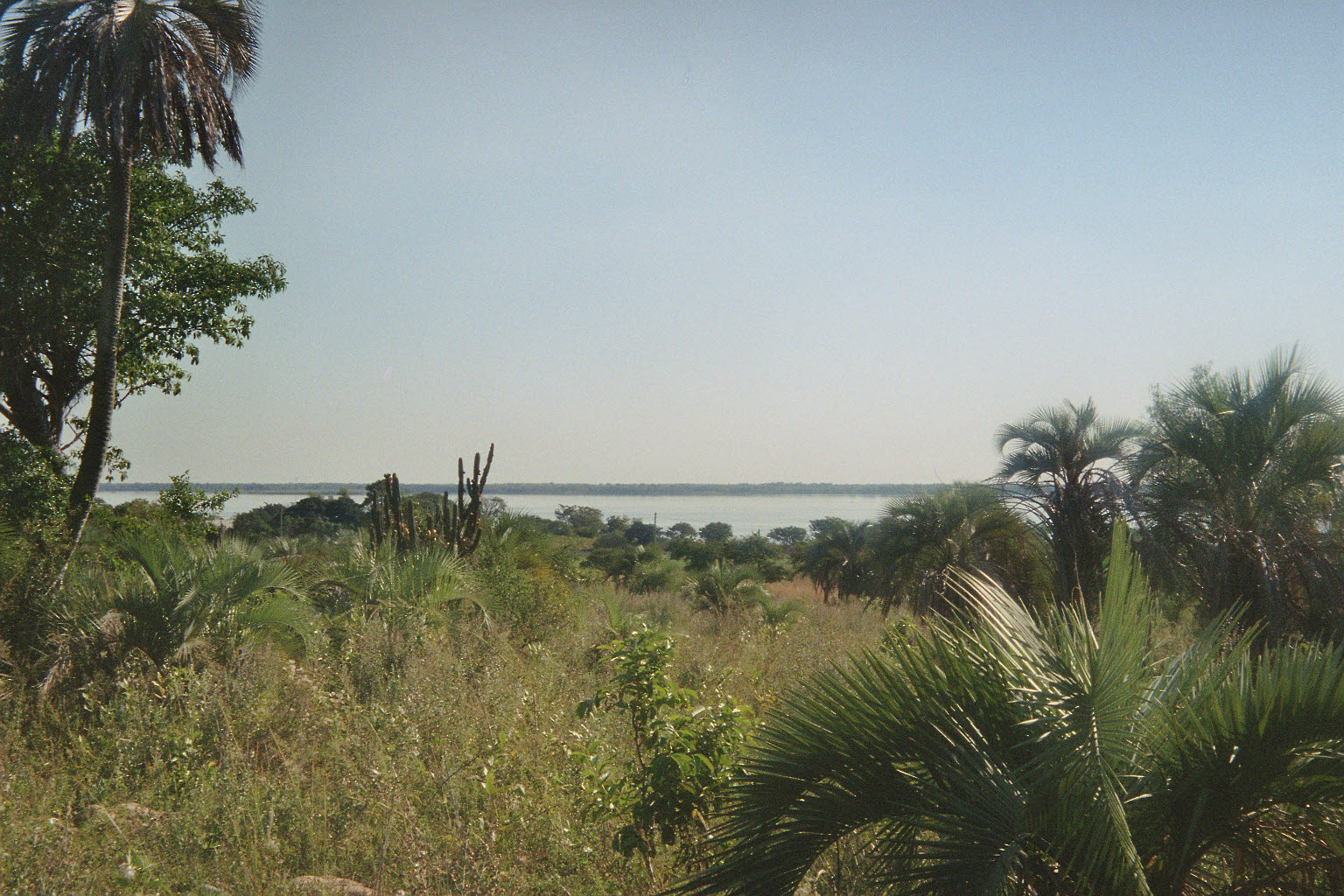
拉瓦列

拉瓦列（西班牙語：Lavalle），是阿根廷的城鎮，位於該國北部科連特斯省，是拉瓦列縣的首府，處於戈亞和聖盧西亞之間的巴拉那河畔，海拔高度33米，2010年人口2,990。